# Carl Ludwig von Barckhaus gen. von Wiesenhütten

Carl Ludwig von Barckhaus gen. von Wiesenhütten

Carl Ludwig von Barckhaus genannt von Wiesenhütten (* 18. Mai 1761 in Frankfurt am Main; † 15. August 1823 auf dem Schönhof bei Bockenheim), seit 14. März 1789 Reichsfreiherr, war ein hessen-darmstädtischer Staatsminister des Auswärtigen und Diplomat.

## Leben
Von Barckhaus war der Sohn des Frankfurter Bankiers und hessen-darmstädtischen Diplomaten Heinrich Carl Reichsfreiherr von Barckhaus genannt von Wiesenhütten (1725–1793) und seiner Ehefrau, Helene Elisabeth Charlotte, geb. von Veltheim, auf Destedt bei Braunschweig (1736–1804), einer Cousine zweiten Grades von Goethes Mutter, Catharina Elisabeth Goethe, geb. Textor. Carl Ludwigs Vater wurde 1780, er selbst 1786 (wie vor ihm am 11. November 1785 sein Schwager Eberhard Christoph Ritter und Edler von Oetinger) in die Frankfurter patrizische Gesellschaft Zum Frauenstein aufgenommen; seine Eltern und Geschwister wurden am 14. März 1789 in den Reichsfreiherrenstand erhoben.
Carl Ludwig war seit 1774 Zögling des Königlichen Pädagogiums der Franckeschen Stiftungen zu Halle an der Saale und studierte dann Rechtswissenschaften zunächst ab 1779 an der Universität Göttingen, wo er 1780 in den einflussreichen Studentenorden ZN aufgenommen wurde, und seit 1782 an der Universität Tübingen. Seit 1780 gehörte zu seinen Göttinger Kommilitonen und seit 1781 zu seinen wichtigsten ZN-Ordensbrüdern der spätere Diplomat Piter Poel. Nach dem Studium war Carl Ludwig kurze Zeit am Hof von Herzog Karl I. von Braunschweig-Wolfenbüttel beschäftigt und trat dann zunächst als Stallmeister in die Dienste des Landgrafen Ludwigs IX. von Hessen-Darmstadt (1719–1790) und später seines Sohnes Ludwig X. (1753–1830).
Im November 1793 vertrat er erstmals als Gesandter in der Frage der Subsidien, d. h. der Vermietung von Militär, die Interessen des Darmstädter Hofs in Kassel. 1798 wurde er hessen-darmstädtischer Staatsminister des Auswärtigen. Er vertrat im Oktober 1802 die Landgrafschaft beim Reichsdeputationshauptschluss in Regensburg und handelte eine hohe dreifache Entschädigung für die territorialen Verluste Hessen-Darmstadts auf linksrheinischem Gebiet aus, so dass Landgraf Ludwig X. ihm in Anerkennung seiner Verdienste den Fideikommiss Carlshof nahe Darmstadt schenkte. Carl Ludwig von Barkhaus vertrat eine an Frankreich angelehnte Politik. Gesundheitlich angeschlagen, missfiel seine profranzösische Einstellung Landgräfin Luise Henriette Karoline von Hessen-Darmstadt, die den Emporkömmling Napoleon nicht ausstehen konnte. Eine durch sie eingeleitete Intrige, an der auch ihr Günstling Heinrich Johann Freiherrn van Oyen (1771–1850) maßgeblich beteiligt war, beendete seine politische Karriere. Carl Ludwig von Barkhaus schied aus hessischen Diensten aus.

### Seine beiden Ehefrauen und sein nicht ehelicher Sohn, Heinrich Bernhard Barkhaus
Carl Ludwig von Barckhaus war zweimal kurz und kinderlos verheiratet:
- In erster Ehe heiratete er in Frankfurt am Main am 16. Januar 1792 aus finanziellen Gründen Maria Charlotte Reichsfreiin von Günderrode, getauft in Frankfurt am 25. Mai 1762, dort gestorben am 14. Mai 1805. Sie war eine Schwester des Frankfurter Senators Friedrich Maximilian Reichsfreiherrn von Günderrode genannt von Kellner (1753–1824; 1807 Stadtschultheiß von Frankfurt am Main). Die Ehe von der als albern und hässlich geltenden, jedoch vermögenden, Frau wurde noch 1792 nach wenigen Monaten geschieden.
- In zweiter Ehe vermählte er sich in Frankfurt am 24. November 1811 mit seiner Cousine Henriette, (seit 1810) verwitwete von Münchhausen, auf dem Rittergut Hedwigsburg, geb. von Veltheim auf Destedt, geboren in Destedt am 22. August 1765, gestorben Frankfurt am Main am 15. April 1812. Bereits 1779/1780 war der Göttinger Jurastudent mit der damals blutjungen Adeligen verlobt gewesen.

Carl Ludwig von Barckhaus hatte einen außerehelichen Sohn, Heinrich Bernhard Barkhaus, mit Christiane Heusel aus Fischbach bei Eisenach. Dorthin war Carl Ludwig 1796 zusammen mit dem hessen-darmstädtischen Hof vor den französischen Truppen geflüchtet. Dieser Sohn erhob zusammen mit seiner Mutter 1823 Ansprüche auf das Vermögen seines verstorbenen Vaters.

### Seine Schwestern Charlotte und Louise; Beziehung zu Goethe und Wetzlar
Von seinen Geschwistern ist Charlotte (Louise Ernestine) Edle von Oetinger, geborene von Barckhaus genannt von Wiesenhütten (1756–1823), hervorzuheben, die 1784 Lic. iur. Eberhard Christoph Ritter und Edlen von Oetinger (1743–1805), seit 1784 Reichskammergerichts-Assessor (Richter) in Wetzlar, einen Stuttgarter Freimaurer und Illuminaten, heiratete. Er war ein Neffe des pietistischen Prälaten Friedrich Christoph Oetinger. Nach dem Zeugnis des mit Goethe bekannten Frankfurter Kaufmanns Johann Isaak Gerning aus dem Jahre 1793 war sie einst eine Geliebte ("Amasia") Goethes. Nach der ohne Widerspruch des Dichters gebliebenen Aussage von Goethes Freund Johann Jakob von Willemer, dem Frankfurter Bankier, Freimaurer und Illuminaten, gegenüber Goethe selbst aus dem Jahre 1824 hat ihr dieser 1774 im Briefroman Die Leiden des jungen Werthers in der Gestalt der adeligen 'zweiten Lotte' „Fräulein von B..“, d. h. 'von Barckhaus', ein literarisches Denkmal gesetzt. Der junge Goethe und seine Verwandte Charlotte von Barckhaus genannt von Wiesenhütten (Cousine dritten Grades) hatten sich frühzeitig kennengelernt.
Die Kunstmalerin Louise von Panhuys, geb. von Barckhaus genannt von Wiesenhütten, war eine ebenfalls mit Goethe bekannte jüngere Schwester der Richtergattin und des Staatsministers.
Charlottes, Carl Ludwigs und Louises Vaterhaus „Zu den drei Königen“ an der Ecke Zeil/Ecke Große Eschenheimer Gasse, das einst Matthäus Merian dem Jüngeren, dem älteren Halbbruder der Künstlerin Maria Sibylla Merian, verehelichter Graff, gehört hatte, befand sich nur etwa 400 Meter von Goethes Vaterhaus „Zu den drei Leiern“ im Großen Hirschgraben entfernt.
Im Schlüsselroman Die Leiden des jungen Werthers stehen sich die bürgerliche Charlotte („Lotte“) S. und die aus Standesgründen unerreichbare adelige „Fräulein von B..“ gegenüber, in der Realität Charlotte B. und Charlotte von B..: Charlotte Buff und Charlotte von Barckhaus-Wiesenhütten. Die Tatsache, dass grundsätzlich eine Bekanntschaft zwischen beiden Familien untereinander und mit Goethe bestand, stützt Willemers Feststellung: Ein Bruder Charlotte Kestners, geb. Buff, Wilhelm Buff (1758–1831), übernahm von 1800 bis 1803 als Prokurator die Vertretung von Carl Ludwig Reichsfreiherrn von Barckhaus-Wiesenhütten vor dem Reichskammergericht in Wetzlar. Die letzten Jahre lebte der einstige Staatsminister gemeinsam mit der seit 1805 verwitweten Schwester Charlotte Edler von Oetinger auf dem Hofgut Schönhof bei Bockenheim, den er 1819 erworben hatte. Der Schönhof ging denn auch wie der Carlshof im Erbgang an die Familie der Ritter und Edlen von Oetinger.